# Shelby Daytona
O Shelby Daytona (também chamado de Shelby Daytona Cobra Coupe) é um coupé baseado vagamente no roadster AC Cobra. Foi construído sob medida para corridas, especificamente para enfrentar as Ferraris na classe GT. Apenas seis Daytona coupes foram construídos entre 1964 e 1965, sendo Carroll Shelby remanejado para o projeto Ford GT40 logo após.  Pete Brock desenhou a carroceria do carro, enquanto Bob Negstad projetou a suspensão - Negstad também desenharia mais tarde o chassis e suspensão do GT40.

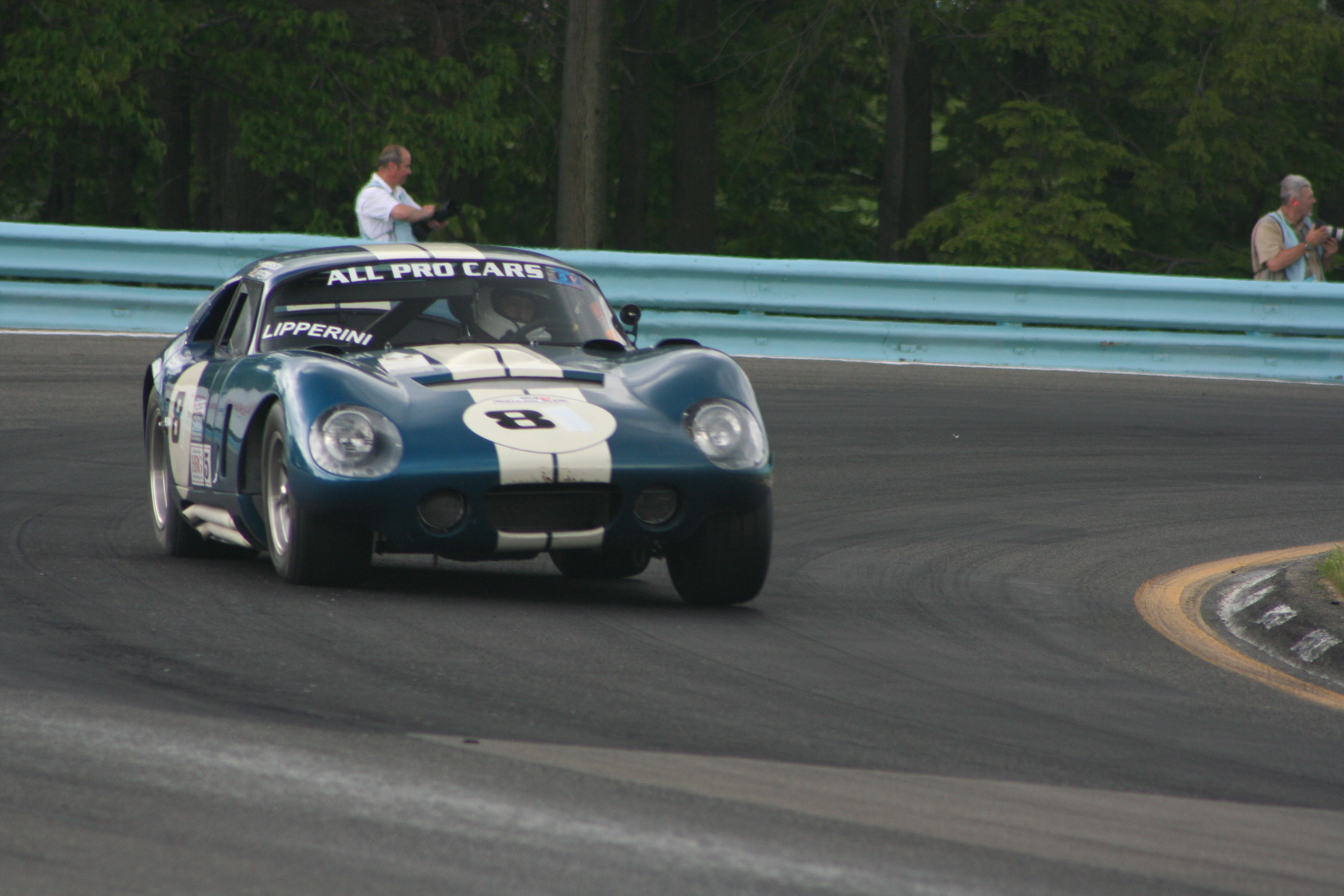
Daytona Coupe no HSR Historics 2009

## Vitórias nas pistas
- 1964 12 Horas de Sebring (classe GT, Dave MacDonald/Bob Holbert)
- 1964 24 Houras de Le Mans (classe GT, Dan Gurney/Bob Bondurant)
- 1964 RAC Tourist Trophy
- 1965 24 Houras de Daytona
- 1965 12 Houras de Sebring
- 1965 Campeonado Mundial de Fabricantes
- 1965 Grande Prêmio da Itália no Monza (classe GT)
- 1965 Grande Prêmio da Alemanha em Nürburgring (classe GT)
- 1965 Grande Prêmio da França em Reims (classe GT)
- 1965 Autodromo di Pergusa|Enna-Pergusa (classe GT)
- 1965 23 recordes de velocidade terrestre em Bonneville

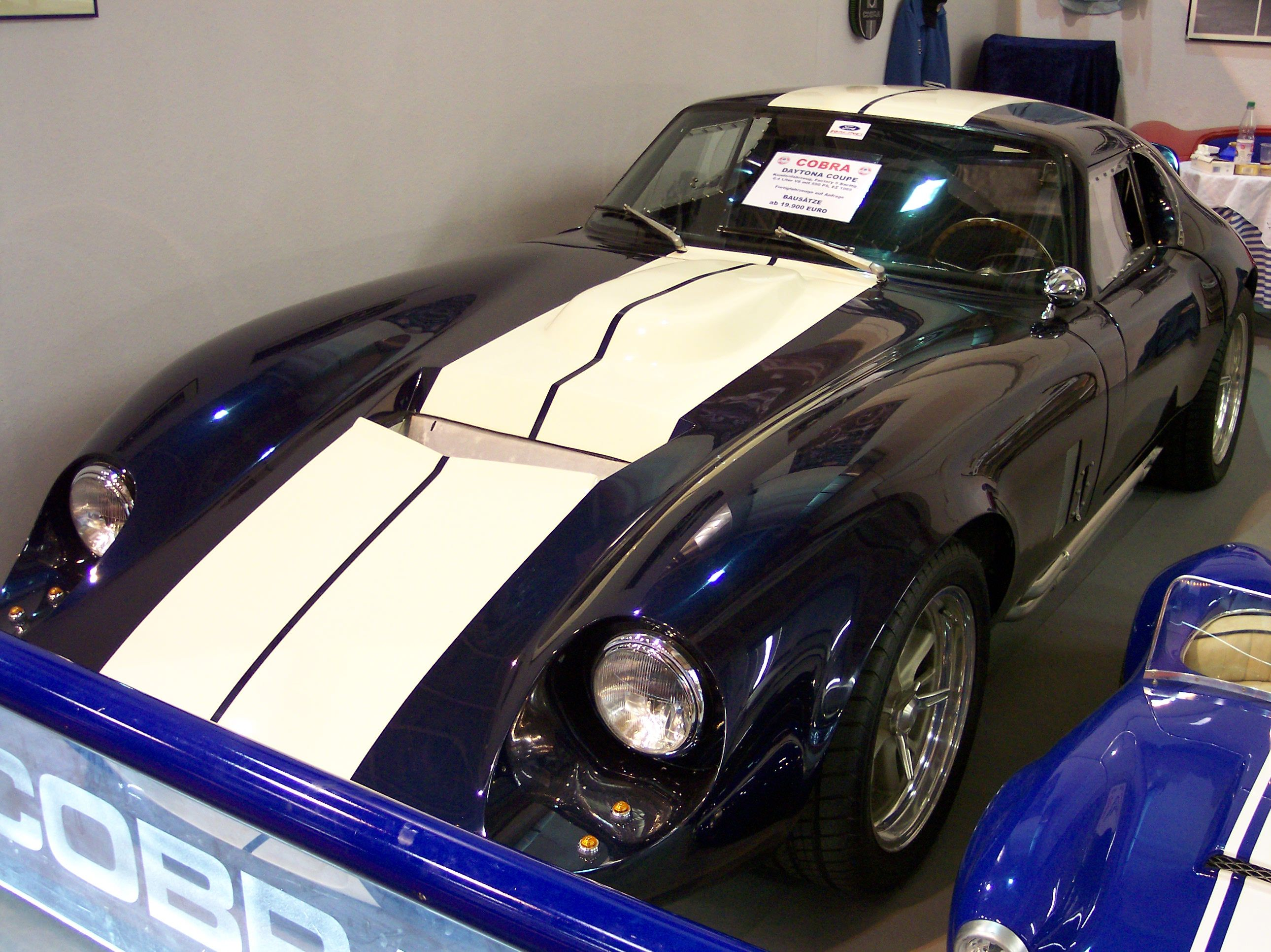
Shelby Cobra Daytona Coupe

## Desaparecimento do carroCSX2287
Cinco Shelby Daytonas foram fabricados na Itália, embora um carro, conhecido por colecionadores como CSX2287, tenha sido fabricado nos EUA. Certificados de propriedade registravam cinco carros, entretanto registros para o sexto carro se perderam em meados dos anos 1970. Por muito tempo historiadores automobilísticos e colecionadores temeram que o carro tivesse se perdido.
Em 2001 o carro foi descoberto em um armazém de aluguel na Califórnia.  A proprietária, Donna O'Hara, havia se suicidado queimando-se viva. O carro permaneceu esquecido por três décadas. Devido ao seu valor estimado em US$4.000.000 o carro foi parte de uma longa batalha legal entre a mãe da proprietária, que havia vendido o carro para um colecionador, e um amigo da sra. O'Hara, herdeiro dos bens do armazém segundo o testamento.
Um proprietário anterior aparentemente foi produtor musical Phil Spector, que notoriamente o dirigia pelas ruas de Los Angeles. Construído para arrancadas de alta velocidade, a cabine aquecia muito conforme o motor esquentava, dentre outros problemas - "Não era um carro de rua, era um carro de corrida", segundo Shelby. Ainda assim Spector o dirigiu pelas ruas, e segundo algumas lendas ele acumuou tantas multas que seu advogado recomendou que ele se desfizesse do carro antes que perdesse sua licença para dirigir.
O CSX2287 foi recondicionado mecanicamente e está exposto na Funcação Automotiva Simeone na Filadélfia. Jay Leno esteve no museu, e um vídeo seu dirigindo o carro aparece em seu site.

## Ford Shelby GR-1
Em 2005, a Ford e Shelby criaram um coupe esporte chamado "Ford Shelby GR-1", com corpo esguio e o novo V10 que equipava o novo Shelby Cobra. Carroll Shelby explicou que não deseja que ele seja chamado "Cobra", mas que ele de fato lembra o Daytona.

## Lista de réplicas
- Superformance Shelby Cobra Daytona Coupe - "SPF Coupe"; Licenciado por Shelby
- Borland Racing Development's Daytona Sportscar
- Factory Five Racing - Type 65 Coupe
- Shell Valley Companies - 1964 Daytona Coupe Series II